# Zou (Chương trình truyền hình)
Zou là một hoạt hình phim truyền hình thiếu nhi người Pháp/Úc lấy cảm hứng từ những cuốn sách của tác giả người Pháp Michel Gay. Chương trình được sản xuất bởi công ty Pháp Cyber Group Studios cho Disney EMEA và Nick Jr. (Anh & Ireland) được công chiếu trên Disney Junior vào tháng 5 năm 2012.